# Humedal de la desembocadura del río Lluta
El humedal de la desembocadura del río Lluta es un área natural protegida ubicada en el litoral costero norte de la región de Arica y Parinacota, Chile, en la parte final de la desembocadura del río Lluta, en pleno desierto de Atacama, comprendiendo el sector denominado playa Las Machas.
El área se encuentra a diez kilómetros del centro de la ciudad de Arica y a siete kilómetros (en línea recta) del hito 1 en la frontera con Perú, en cercanías del complejo fronterizo Chacalluta y del Aeropuerto Internacional Chacalluta. Fue declarado santuario de la naturaleza por decreto n.º 106 del 6 de abril de 2009. y forma parte de la red hemisférica de reservas para aves playeras (RHRAP) como reserva regional.

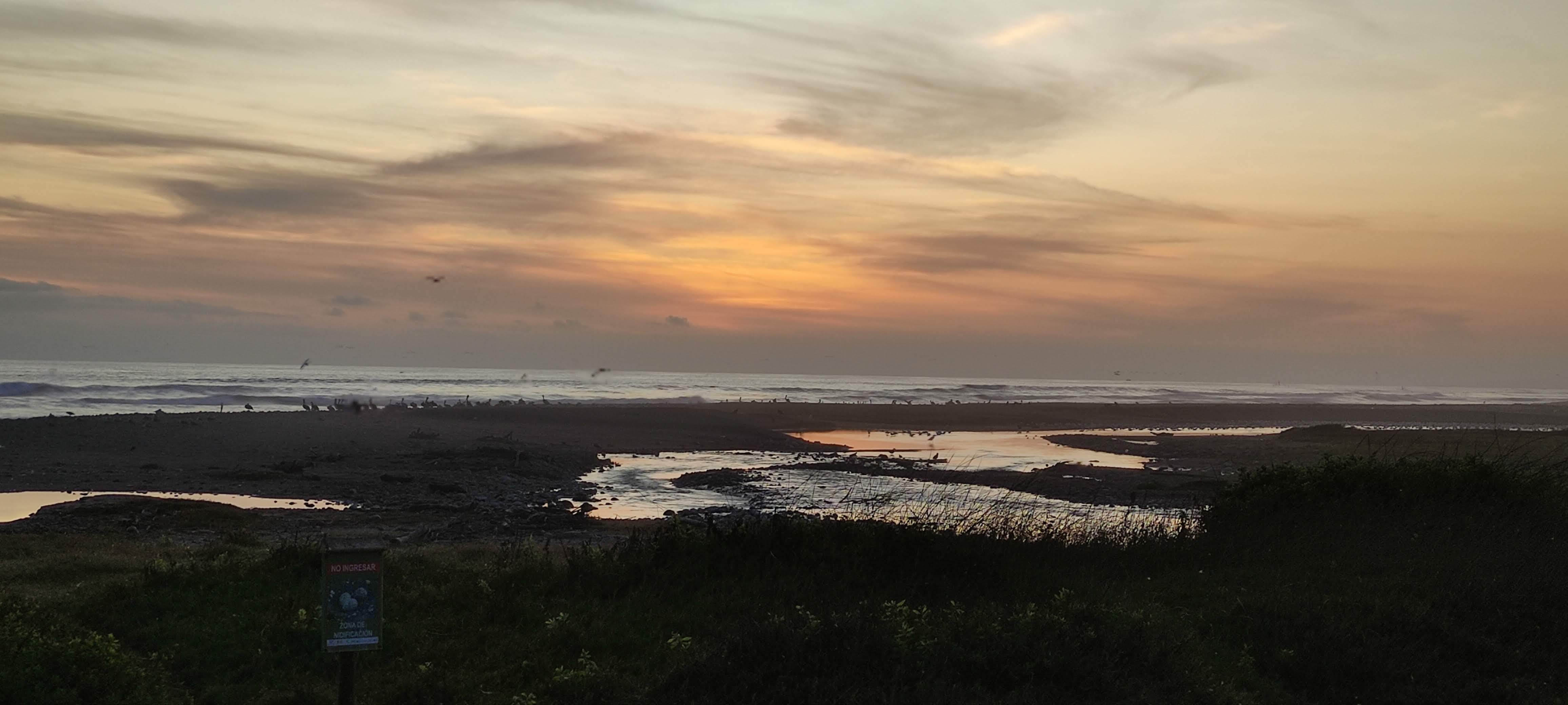
Atardecer en el humedal del Río Lluta

La desembocadura del río Lluta, sector mayor que incluye a esta área, está clasificada como sitio de prioridad III (de interés) en el Libro Rojo de los Sitios Prioritarios para la Conservación de la Diversidad Biológica en Chile desde 1997.
El humedal es sitio de descanso y anidación para las aves migratorias provenientes del hemisferio norte de América; llegan a las costas de Chile desde fines de octubre hasta fines de diciembre e inician su regreso a América del Norte en marzo. 

## Biodiversidad
Fauna
El sitio alberga más de 20 000 individuos de aves entre las que se han registrado más de 150 especies de aves residentes y migratorias, diversidad que representa casi la tercera parte de las registradas en Chile. Algunas de las especies son: zarapito (Numenius phaeopus), yeco (Phalacrocorax brasilianus), huairavo (Nycticorax nycticorax), garza grande (Ardea alba), garza azul (Egretta caerulea), pato colorado (Anas cyanoptera), piquero (Sula variegata), garza boyera (Bubulcus ibis), chorlo cabezón (Burhinus superciliaris), perrito (Himantopus melanurus), gaviota de Franklin (Leucophaeus pipixcan), rayador (Rynchops niger), gaviotín elegante (Thalasseus elegans), playero de Baird (Calidris bairdii), playero blanco (Calidris alba) y gaviota de capucho gris sudamericana (Chroicocephalus cirrocephalus cirrocephalus).
Flora
Se han registrado veinte especies nativas, entre ellas, las arbustivas chilca o toñuz (Pluchea chingoyo) y brea o pájaro bobo (Tessaria absinthioides); herbáceas acuáticas como totoras (Typha latifolia) y junquillos de los géneros Scirpus y Equisetum; y la especie predominante, la grama salada (Distichlis spicata).